# Charles McClary
Pour l’article homonyme, voir McClary.
Charles McClary  (3 mars 1833-27 février 1904) est un agriculteur et homme politique québécois. Il est député conservateur de Compton de 1894 à 1897.

## Biographie
Né à Stanstead Pain dans le Bas-Canada, McClary étudie à Compton avant de s'établir sur une ferme à Sainte-Edwidge-de-Clifton. Siégeant au conseil de Clifton, il occupe aussi le poste de maire et de préfet du comté de Compton.
Élu lors d'une élection partielle organisée à la suite de la nomination de John McIntosh comme sheriff du comté en 1894, il ne se représente pas en 1897.
Il meurt à Montréal à l'âge de 70 ans et est inhumé à Compton.